# يوزف كالوزا
يوزف كالوزا (بالبولندية: Józef Kałuża)‏ مواليد 11 فبراير 1896 في برزيميسل، الإمبراطورية النمساوية المجرية - الوفاة 11 أكتوبر 1944 في كراكوف، هو لاعب ومدرب كرة قدم بولندي سابق، كان يلعب في مركز الهجوم. سبق له أن لعب في كأس العالم لكرة القدم مع منتخب بلاده في مونديال عام 1938 حيث كان مدرباً للفريق. كما لعب مع المنتخب في دورة الألعاب الأولمبية الصيفية عام 1924.

## المسيرة الاحترافية

### أندية لعب لها
- نادي كراكوفيا

## روابط خارجية
- يوزف كالوزا على موقع قاعدة بيانات كرة القدم.إي يو (الإنجليزية)
- يوزف كالوزا على موقع عالم كرة القدم.نت (الإنجليزية)
- يوزف كالوزا على موقع أوليمبيديا (الإنجليزية)
- يوزف كالوزا على موقع اللجنة الأولمبية البولندية (مؤرشف) (البولندية)